# パンジアシード
パンジアシード（英語: PangeaSeed）は、アメリカ合衆国ハワイ州に本部を置き、サメの保護と海洋保全を掲げて活動する団体である。

## 組織と活動
2009年、日本を本拠に法人格のない任意団体として発足。神奈川県藤沢市片瀬海岸に事務所が置かれ、イベントの企画 やフジロック・フェスティバル参加 などの活動をしてきた。その後、本拠を米国に移したのに伴い、パンジアシードインターナショナルとパンジアシードジャパンに分かれ、現在はそれぞれ連携しながら活動している。
日本初の、サメの保護や海洋保全への認識を高めるために活動する団体を標榜し、アートや音楽などを通して海の生態系や生物多様性に及ぼす影響などの理解を促進していくとしているが、サメや海の生態系に関する具体的な研究実績等はない。
2014年5月、創設者で代表を務めるトレ・パッカードは、毎日新聞の取材に応じ、「気仙沼のサメ漁は海洋環境全般に大きなダメージを与えており、フィニング（サメの鰭だけを切り取り、残りを海に捨てる漁法）の有無にかかわらず認められない」と主張したが、このような強硬な姿勢から、反捕鯨団体シー・シェパードの「サメ版」とも言われる。

### 主なスポンサー
- カーハート[9]
- ラッシュ (バス用品)[9]
- パタゴニア (企業)2009年に30万円を寄付[9]

## 名前の由来
パンジアとはギリシャ語で「すべての大陸」という意味。シード「種」は、成長していくイメージから付けられた。